# Iso Rivolta 300
La Iso Rivolta 300 è un'autovettura sportiva ad alte prestazioni prodotta dalla Iso dal 1962 al 1970 in 800 esemplari. Al momento del lancio, il modello fu denominato GT 300. In seguito la vettura venne rinominata IR 300, ed alcuni esemplari furono corredati da un motore da 340 CV. Per questo motivo, i modelli dotati di quest'ultimo propulsore vennero chiamati IR 340. Comunque, erano anche disponibili vetture con motori più potenti. È stata prodotta con un solo tipo di carrozzeria, coupé due porte.

## Il contesto
Renzo Rivolta, presidente della Iso , ed il suo collaboratore, l'ingegnere Giotto Bizzarrini, già alla Ferrari, concepirono la vettura come una Gran Turismo nel senso originale del termine. Nelle competizioni il modello non fu però omologato nella categoria Gran Turismo, bensì nella categoria Turismo.
Originariamente era destinata a competere con la Fiat 2300 Coupé, ma i bassi volumi di vendita ottenuti, convinsero la casa automobilistica a spostare prudentemente la vettura, ed il suo prezzo, in una fascia di mercato più alta.
È stata presentata al salone dell'automobile di Torino nel 1962.

## La costruzione
L'obiettivo della Iso era quello di costruire un'autovettura potente, di alta qualità costruttiva e dalla linea elegante. Vennero prodotti costosi macchinari per gli stampi specifici, talmente costosi che i piccoli volumi di produzione previsti per questo modello non giustificarono le ingenti spese, e per diversi anni tali stampi vennero periodicamente inviati in altre aziende, che avevano contratti di collaborazione con la Iso Rivolta, dove potevano essere utilizzati per produrre lamierati.

## Il motore e la meccanica
Venne installato un motore V8 Chevrolet da 5.350 cm³ di cilindrata, simile a quello montato sulla Chevrolet Corvette. Il cambio era a quattro rapporti sincronizzati, ed era azionabile da una leva montata centralmente sul pavimento. Il motore era anteriore, mentre la trazione era posteriore.

## Il telaio
Le sospensioni anteriori della Iso Rivolta 300 erano formate da doppi bracci di lunghezza diseguale con una barra antirollio. Quelle posteriori erano invece costituite da doppi bracci oscillanti e da un ponte De Dion con parallelogramma di Watt. Erano montati, sulle quattro ruote, delle molle elicoidali e degli ammortizzatori telescopici idraulici. Lo sterzo a circolazione di sfere necessitava di cinque giri per effettuare una sterzata completa: il diametro di svolta era insolitamente elevato e misurava 12,5 metri circa. Con un angolo d'incidenza di 7°30', la stabilità su rettilineo era eccellente anche a 200 km/h.

## Gli interni

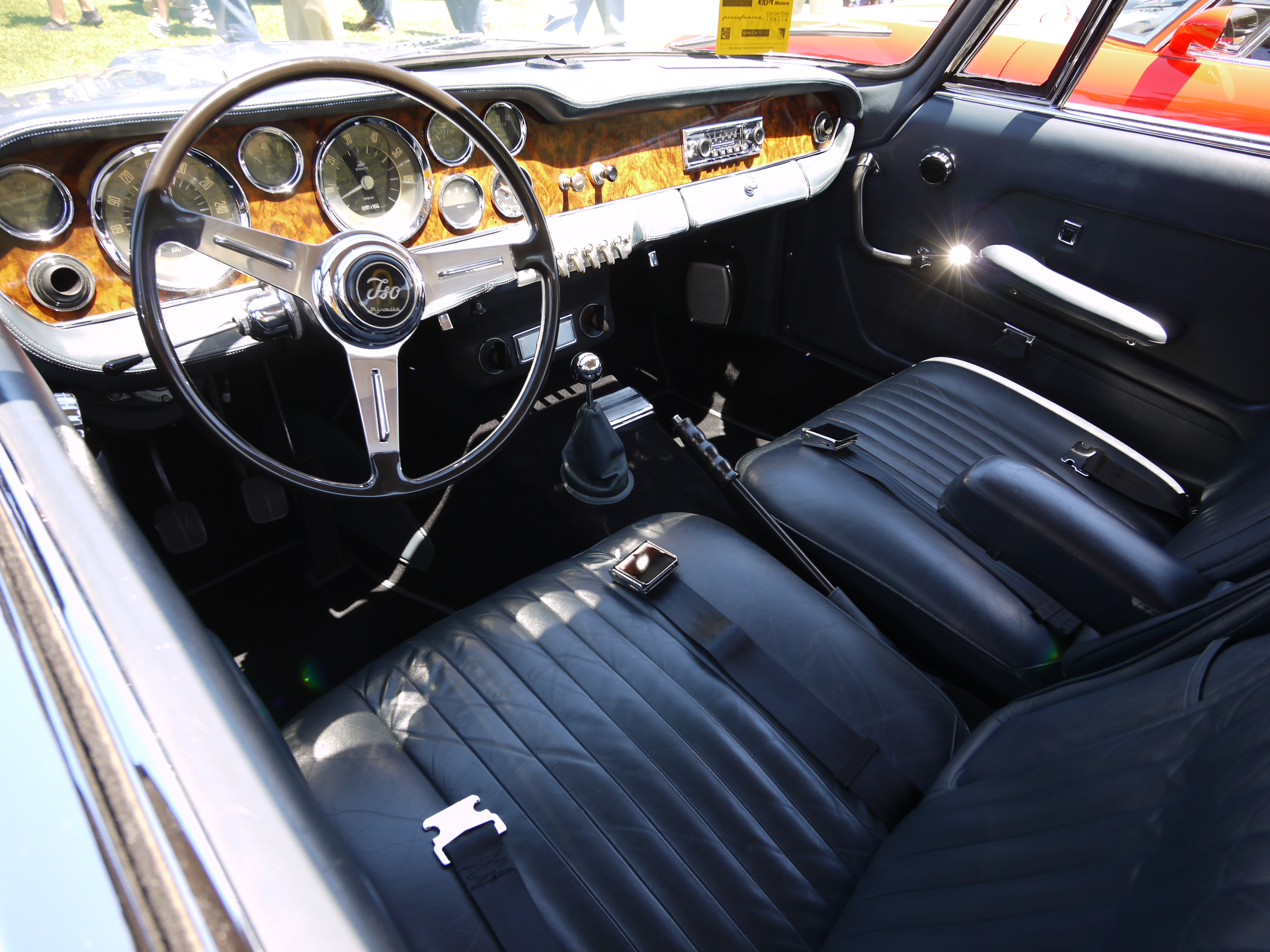
Gli interni

Il modello, realizzato dalla Bertone su disegno di Giorgetto Giugiaro, ha un passo di 2.700 mm. I sedili sono rivestiti in pelle, così come il cruscotto in legno. La leva del cambio, con comando a siringa per l'innesto della retromarcia, è mutuato da quello della Chevrolet Corvette Stingray. I vetri elettrici venivano forniti di serie, mentre l'aria condizionata e la vernice metallizzata erano disponibili tra gli optional.

## Dati tecnici (1964)
| Iso Rivolta::                                 | 300 | 340 |
| Motore:                                       | quattro tempi, V8 a 90° | quattro tempi, V8 a 90° |
| Cilindrata:                                   | 5.350 cm³ | 5.350 cm³ |
| Alesaggio × corsa:                            | 101,6 × 82,55 mm | 101,6 × 82,55 mm |
| Potenza:                                      | 300 CV a 5.000 giri | 340 CV a 6.000 giri |
| Coppia massima:                               | 488 N•m a 3.200 giri | 465 N•m a 4000 giri |
| Rapporto di compressione:                     | 10,5 : 1 | 11,25 : 1 |
| Distribuzione:                                | monoalbero | monoalbero |
| Impianto di raffreddamento:                   | raffreddamento a liquido con pompa e termostato; capacità dell'impianto, 18 L                                                                                          | raffreddamento a liquido con pompa e termostato; capacità dell'impianto, 18 L                                                                                          |
| Trasmissione:                                 | cambio a quattro rapporti, trazione posteriore e differenziale a scorrimento limitato                                                                                  | cambio a quattro rapporti, trazione posteriore e differenziale a scorrimento limitato                                                                                  |
| Freni:                                        | servofreno idraulico, freni a disco anteriori e posteriori (dischi posteriori montati sul differenziale), freno di stazionamento manuale agente sulle ruote posteriori | servofreno idraulico, freni a disco anteriori e posteriori (dischi posteriori montati sul differenziale), freno di stazionamento manuale agente sulle ruote posteriori |
| Sospensioni anteriori:                        | doppi bracci di lunghezza diseguale con una barra antirollio, molle elicoidali                                                                                         | doppi bracci di lunghezza diseguale con una barra antirollio, molle elicoidali                                                                                         |
| Sospensioni posteriori:                       | doppi bracci oscillanti e da un ponte De Dion con parallelogramma di Watt, molle elicoidali                                                                            | doppi bracci oscillanti e da un ponte De Dion con parallelogramma di Watt, molle elicoidali                                                                            |
| Corpo vettura:                                | corpo vettura e telaio in acciaio, con quest'ultimo saldato sul primo.                                                                                                 | corpo vettura e telaio in acciaio, con quest'ultimo saldato sul primo.                                                                                                 |
| Carreggiata anteriore/posteriore:             | 1.410/1.410 mm | 1.410/1.410 mm |
| Passo:                                        | 2.700 mm | 2.700 mm |
| Pneumatici:                                   | 185 HS 15 | 185 HS 15 |
| Dimensioni: Lunghezza. × Larghezza × Altezza: | 4.760 mm × 1.752 mm × 1.425 mm | 4.760 mm × 1.752 mm × 1.425 mm |
| Peso a vuoto (senza pilota):                  | 1.590 kg | 1.590 kg |
| Massimo peso trasportabile:                   | 1.840 kg | 1.840 kg |
| Accelerazione 0 – 100 km/h:                   | 8,4 s | 7,9 s |
| Velocità massima:                             | 218 km/h | 228 km/h |